# Donja Rajna (njemačka regija)
Područje Donje Rajne ili Niederrhein je područje oko donjeg toka rijeke Rajne u Sjevernoj Rajni-Vestfaliji, Njemačka, između otprilike Oberhausena i Krefelda na istoku i nizozemske granice kod okruga Kleve na Zapadu. Budući da se regija može definirati geografski, jezično, kulturno ili politički, ekonomskim i prometnim odnosima tijekom stoljeća, kao i novijim političkim podjelama, njezine precizne granice su sporne i povremeno se mogu vidjeti da se protežu izvan granica Nizozemske. Ipak, iako se nizozemska polovica zemljopisnog područja Donje Rajne naziva Nederrijn na nizozemskom, to je zaseban prostor od susjedne njemačke regije Donje Rajne (Niederrhein), iako su oba imena istog značenja.
Kulturna poveznica njemačke regije Donja Rajna je njen donjefrankonski jezik, točnije kleverlandski dijalekt (nizozemski: Kleverlands, njemački: Kleverländisch), koji je usko povezan s nizozemskim južno gvelderskim dijalektom preko granice i istočno berskim na jugoistoku. U južnom dijelu regije govori se donjebergski, koji je najistočniji dijalekt limburgskog. Ostale tipičnosti ovog kraja su i pretežno katolička pozadina, kao i rajnska karnevalska tradicija.
Područje u osnovi obuhvaća okruge Kleve, Wesel, Viersen i Neuss, kao i neovisne gradove Duisburg, Mönchengladbach i Krefeld. Ponekad se gradovi Oberhausen i Düsseldorf također smatraju dijelom regije Donje Rajne.
Krajolik Donje Rajne je uglavnom ravničarsko travnato zelenilo sa širokim pogledom na horizont. Znamenitosti uključuju povijesne gradske četvrti gradova Kleve i Xanten, kao i rimski arheološki muzej, dvorac "Schloss Moyland" u Bedburgu-Hau ili katoličko hodočasničko mjesto Kevelaer.